# Nephrotoma chaetopyga
Nephrotoma chaetopyga är en tvåvingeart som beskrevs av Alexander 1921. Nephrotoma chaetopyga ingår i släktet Nephrotoma och familjen storharkrankar. Inga underarter finns listade i Catalogue of Life.